# Centro Comercial Los Molinos
El Centro Comercial Los Molinos es un centro comercial colombiano ubicado en Belén, Medellín; considerado como el primer centro comercial semitemático del país. El interior del centro comercial, en donde se encuentra un parque de diversiones, un local de Almacenes Éxito y un Cine Colombia de 10 salas, está dividido en cuatro zonas, la Zona de Playa, la Zona de Montaña , la Zona de Viento y la Zona de Bosque.

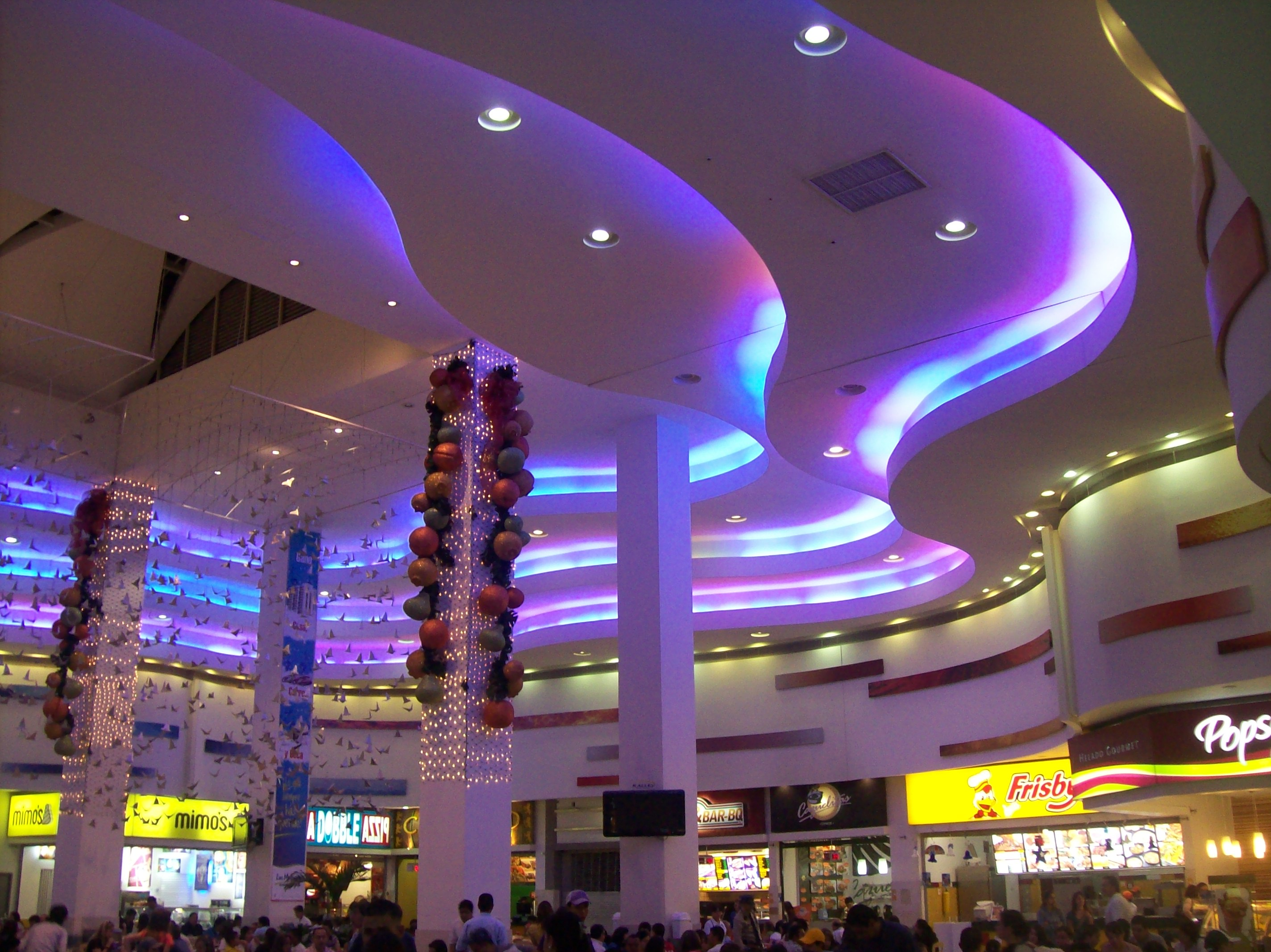
Zona de Viento.

El centro comercial se encuentra sobre un lote de 22.340m², en los que originalmente se encontraba Vicuña, una fábrica de textiles.
También cuenta con una torre ejecutiva de 20 pisos, donde se alojan marcas como Comfama, Sura, y muchas más; por otro lado, hace parte de uno de los Centros Comerciales petfriendly, esto significa que cuenta con varias estrategias dirigidas a los peluditos de las familias del occidente, estrategias como: zona preferencia de mascotas en la zona de comidas, parque de mascotas en el piso 8 y cuentan con una escuela de perros dirigida por Club Family Dogs.